# Championnat d'Italie de football de deuxième division 1977-1978
Navigation
Édition précédente Édition suivante
La saison 1977-1978 de Serie B, organisée par la Lega Calcio pour la trente-deuxième fois, est la 46e édition du championnat de deuxième division en Italie. Les trois premiers sont promus directement en Serie A et les trois derniers sont relégués en Serie C.
À l'issue de la saison, le Ascoli Calcio termine à la première place et monte en Serie A 1978-1979 (1re division), accompagné par le vice-champion, l'US Catanzaro  et le troisième Avellino.

## Compétition
Le classement est établi sur le barème de points suivant :
- Victoire : 2 points
- Match nul : 1 points
- Défaite, forfait ou abandon du match : 0 point

La différence de buts départage les égalités de points dans la zone de relégation uniquement. 

### Classement
| Rang | Équipe          | Pts | J  | G  | N  | P  | Bp | Bc | Diff |
| ---- | --------------- | --- | -- | -- | -- | -- | -- | -- | ---- |
| 1    | Ascoli Calcio   | 61  | 38 | 26 | 9  | 3  | 73 | 30 | +43  |
| 2    | US Catanzaro R  | 44  | 38 | 16 | 12 | 10 | 50 | 41 | +9   |
| 3    | Avellino        | 44  | 38 | 15 | 14 | 9  | 34 | 29 | +5   |
| 4    | AC Monza        | 42  | 38 | 14 | 14 | 10 | 36 | 29 | +7   |
| 5    | Ternana Calcio  | 42  | 38 | 14 | 14 | 10 | 34 | 27 | +7   |
| 6    | Palermo         | 40  | 38 | 12 | 16 | 10 | 42 | 36 | +6   |
| 7    | US Lecce        | 39  | 38 | 12 | 15 | 11 | 27 | 26 | +1   |
| 8    | UC Sampdoria R  | 38  | 38 | 12 | 14 | 12 | 41 | 37 | +4   |
| 9    | AC Cesena R     | 38  | 38 | 11 | 16 | 11 | 36 | 33 | +3   |
| 10   | Sambenedettese  | 38  | 38 | 11 | 16 | 11 | 30 | 28 | +2   |
| 11   | Tarente Sport   | 38  | 38 | 10 | 18 | 10 | 31 | 38 | -7   |
| 12   | Cagliari Calcio | 37  | 38 | 12 | 13 | 13 | 52 | 47 | +5   |
| 13   | AS Bari P       | 37  | 38 | 12 | 13 | 13 | 38 | 42 | -4   |
| 14   | Brescia         | 35  | 38 | 9  | 17 | 12 | 35 | 40 | -5   |
| 15   | Varèse Calcio   | 35  | 38 | 10 | 15 | 13 | 34 | 44 | -10  |
| 16   | US Pistoiese P  | 34  | 38 | 12 | 10 | 16 | 33 | 40 | -7   |
| 17   | Rimini Calcio   | 34  | 38 | 9  | 16 | 13 | 31 | 39 | -8   |
| 18   | US Cremonese P  | 33  | 38 | 9  | 15 | 14 | 34 | 38 | -4   |
| 19   | Côme Calcio     | 31  | 38 | 8  | 15 | 15 | 25 | 37 | -12  |
| 20   | Modène FC       | 20  | 38 | 6  | 8  | 24 | 24 | 59 | -35  |

|  | Promotion en Serie A                        |
|  | Relégation en Serie C                       |
|  | P : Promu de Serie C R : Relégué de Serie A |